# Weserflug We 271
Weserflug We 271 var ett tyskt amfibieflygplan.
We 271 var ett högvingat enkelvingat amfibieflygplan. Hela undersidan av flygplanskroppen var utformad som ett båtskrov. De två motorerna var placerade i motorgondoler som var integrerade med vingen. Under motorgondolerna fanns ett par flottörer som även var förvaringsplats för de infällbara hjulen.
Stabilisatorn som var T-format var försedd med två sidroder. Vid start från vatten visade provflygningarna att startsträckan blev cirka 900 meter. Kabinen var utformad för att ge plats åt fyra personer. Prototypflygplanet V1 infördes i det tyska luftfartygsregistret som D-ORBE
26 juni 1939 genomförde piloten Gerhard Hubrich de första fem testflygningarna från en rullbana, två dagar senare sjösattes flygplanet och sjöutprovningen inleddes. Fram till i september 1939 genomfördes 19 flygningar, därefter modifierades flygplanet vid Weser Flugzeugbau för att råda bot på problemet med att propellrarna grävde upp vatten. Även flottörerna och flygplanskroppen försågs med vattenavledare. Efter ett 60-tal flygningar överlämnades flygplanet till Erprobungsstelle See i Travemünde 17 maj 1942. 